# Sulcosinus
Sulcosinus is een geslacht van weekdieren uit de klasse van de Gastropoda (slakken).

## Soort
- Sulcosinus taphrium (Dall, 1891)